# Peter Hacks

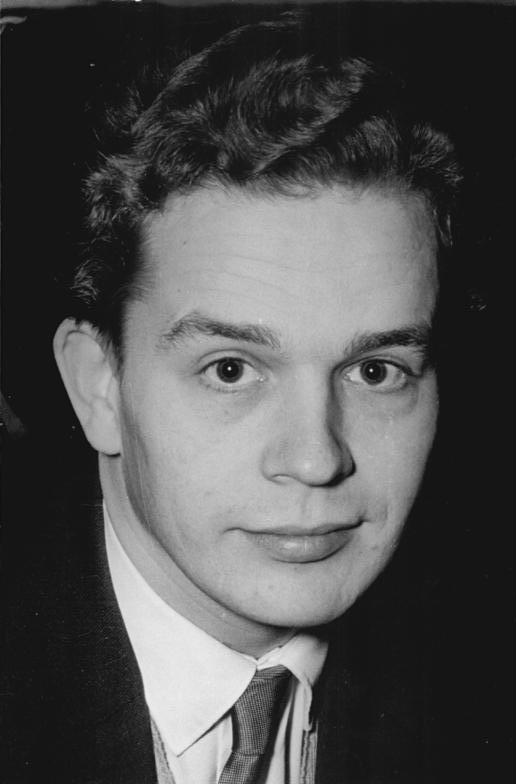
Peter Hacks 1956.

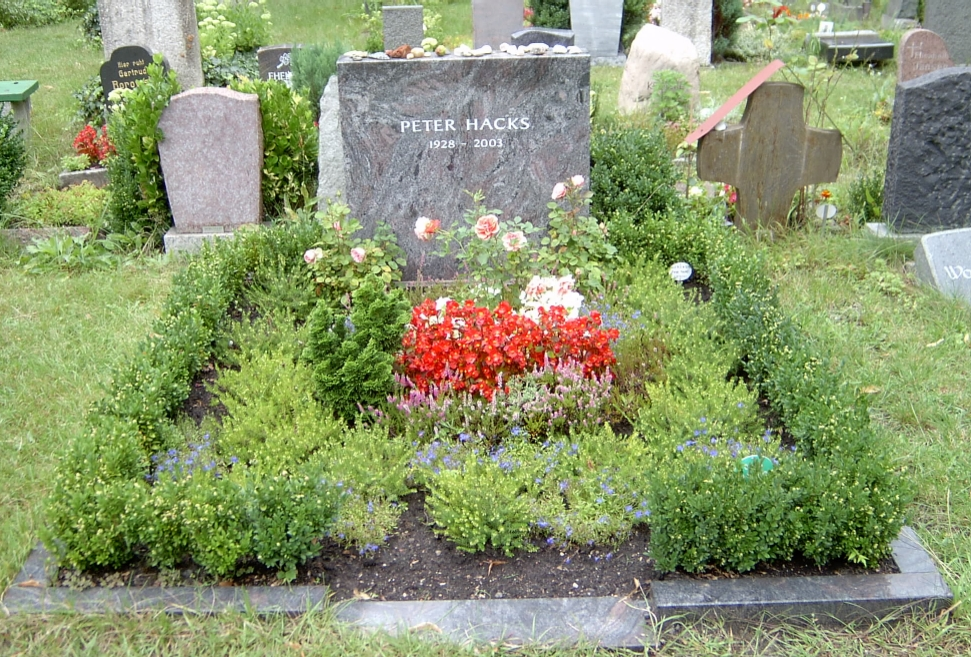
Peter Hacks gravsten i Berlin.

Peter Hacks, född 21 mars 1928 i Breslau, död 2 augusti 2003 nära Groß Machnow, var en tysk författare, verksam som dramatiker, lyriker, berättare och essäist. Under 1960- och 70-talen ansågs han vara DDR:s störste dramatiker och var med säkerhet den mest framgångsrike. Hans pjäs Ein Gespräch im Hause Stein über den abwesenden Herrn von Goethe (Ett samtal i huset Stein om den frånvarande Herr von Goethe) var den mest framgångsrika på tyska teaterscener under 1900-talet. Peter Hacks skrev också dikter och berättelser för barn. Han tog emot flera litteraturpriser under sitt liv. De två sista utmärkelserna var priser för barn- och ungdomslitteratur, Alex-Wedding-Preis (1993) och Deutscher Jugendliteraturpreis (1998). 

## Liv
Peter Hacks tog studentexamen i Wuppertal. 1947 påbörjade han studier i sociologi, filosofi och litteratur- och teatervetenskap i München. Där lärade han känna Thomas Mann. Hacks tog doktorsexamen 1951 med en avhandling om teatern under Biedermeiertiden. Samtidigt började Hacks tillsammans med James Krüss skriva radiopjäser och dikter. Han gifte sig med dramatikern Anna Elisabeth Wiede.
Hacks påbörjade på 1950-talet ett intensivt arbete om Bertolt Brechts verk. Trots att Brecht avrådde Hacks, flyttade Hacks tillsammans med sin fru till DDR 1955. Där samarbetade han med Brecht i någon omfattning men utvecklade med tiden ett självständigt författarskap. Sitt genombrott som dramatiker i DDR fick Hacks 1956 med pjäsen Schlacht bei Lobositz. År 1964 valdes han in i PEN-centrum i DDR och 1972 blev han medlem i DDR:s Akademie der Künste (konstakademi). När han 1976 uttalade sig positivt om att lyrikern Wolf Biermann förlorade sitt medborgarskap i DDR straffades han med en bojkott av många regissörer, konstnärer och kritiker. Hacks gladdes inte över DDR:s upphörande utan betecknade det som en kontrarevolution. Han lämnade konstakademin 1991 och drog sig tillbaka ur offentlighetens ljus. Hacks fortsatte skriva under sina återstående år, men glömdes bort mer och mer.

## Verk på svenska
- Vindhålet. I översättning av Ulf Norberg och Petra Thore. 2007. Barnbok för barn från 8 år. ISBN 91-85311-15-4